# Hubersent
Hubersent ist eine französische Gemeinde mit 267 Einwohnern (Stand 1. Januar 2022) im Département Pas-de-Calais in der Region Hauts-de-France (vor 2016 Nord-Pas-de-Calais). Sie gehört zum Arrondissement Montreuil und zum Kanton Berck.

## Lage
Die Gemeinde Hubersent liegt im Nordwesten des Artois, zehn Kilometer nordöstlich der Küstenstadt Étaples. Nachbargemeinden von Hubersent sind, Lacres im Norden, Parenty im Osten, Cormont im Süden, Beussent und Bernieulles im Südosten, Frencq im Westen sowie Tingry im Nordwesten.

## Bevölkerungsentwicklung
| Jahr                       | 1962 | 1968 | 1975 | 1982 | 1990 | 1999 | 2007 | 2014 | 2022 |
| Einwohner                  | 257  | 224  | 196  | 219  | 222  | 225  | 245  | 255  | 267  |
| Quellen: Cassini und INSEE |      |      |      |      |      |      |      |      |      |

## Sehenswürdigkeiten
- Kirche Saint-Martin aus dem 16. Jahrhundert

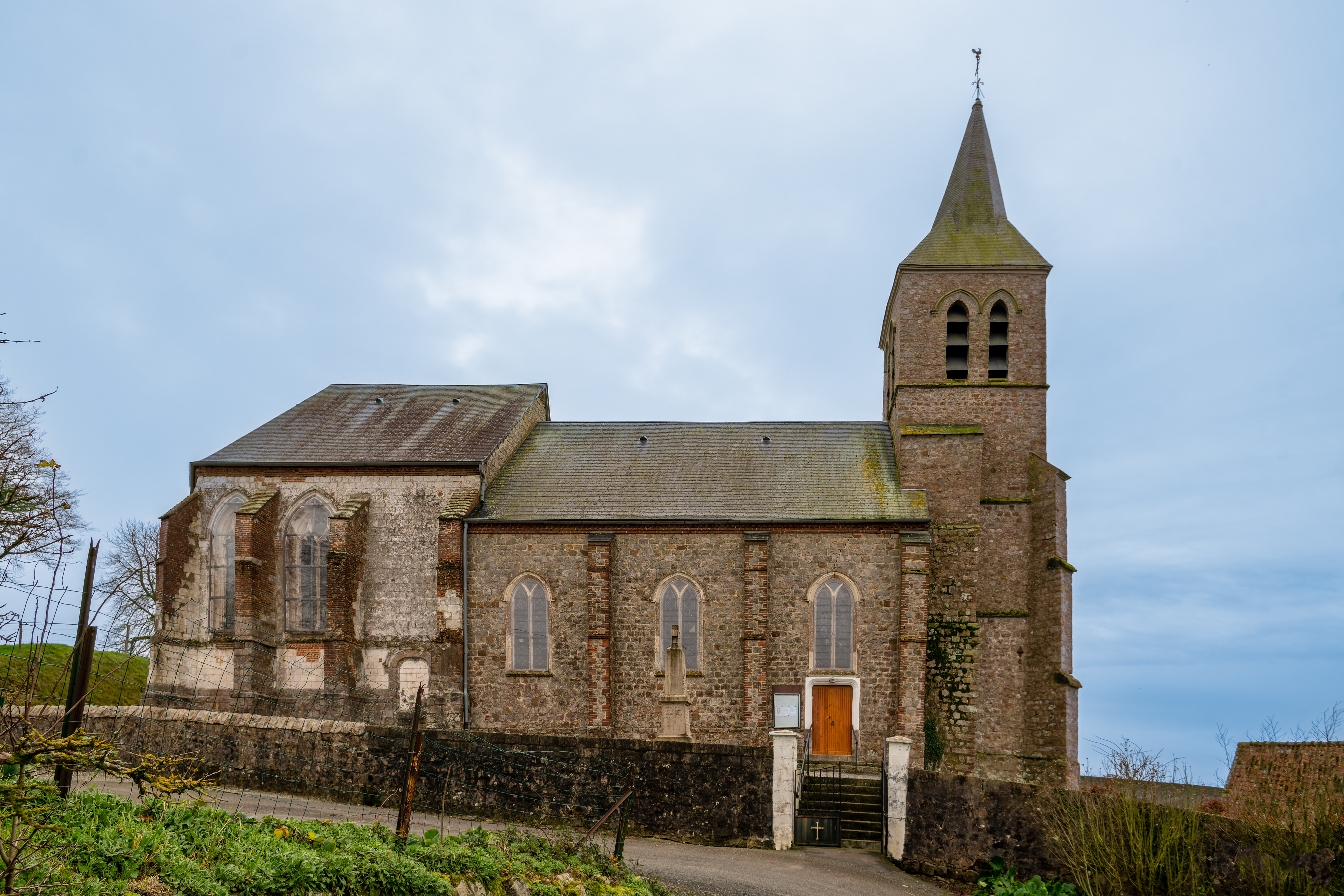
Kirche Saint-Martin
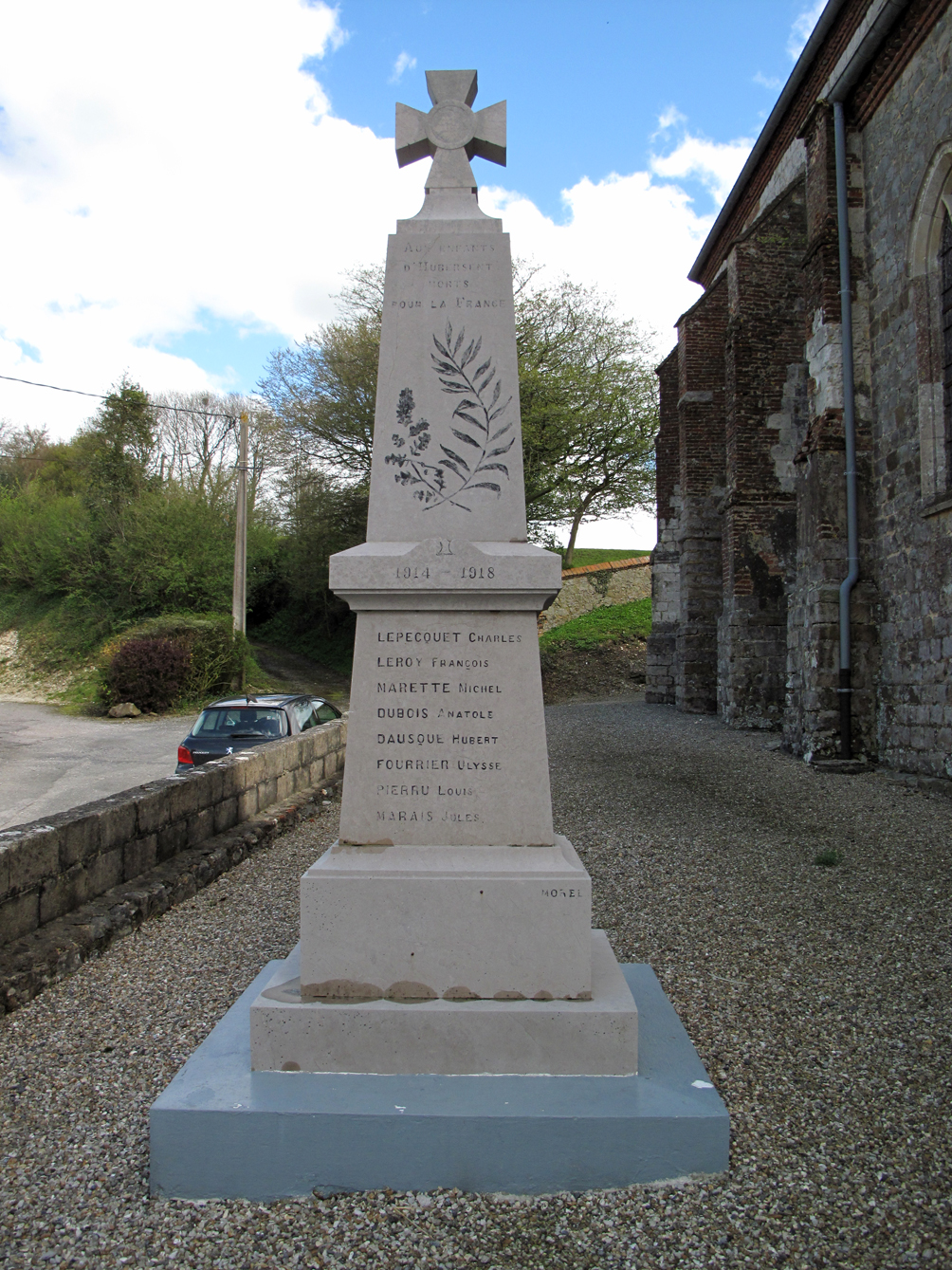
Gefallenendenkmal